# Humphrey de Bohun, 4:e earl av Hereford
Humphrey de Bohun, 4:e earl av Hereford, född 1276, död 6 mars 1322, var en medlem av en betydelsefull normandisk familj från de walesiska gränsområdena. Hans far var Humphrey de Bohun, 3:e earl av Hereford och hans mor Maud de Fiennes, dotter till Enguerrand II de Fiennes. Ham föddes på Pleshey Castle, Pleshey i Essex, England. Borgen är numera inget annat än ruiner.

## Biografi
Humphrey de Bohun efterträdde sin far som earl av Hereford och baron av Bohun. Humphrey innehade även titeln "Bearer of the Swan Badge".
Han gifte sig med Elizabeth av Rhuddlan, dotter till kung Edvard I av England och hans första maka Eleanora av Kastilien 14 november 1302 i Westminster Abbey. 
De fick tio barn:
1. Margaret de Bohun, född i september 1303, död 1305.
2. Eleanor de Bohun, född i oktober 1304, g. m James Butler, 1:e earl av Ormonde och Thomas, Lord Dagworth.
3. Humphrey de Bohun, född 1305, dog ung)
4. John de Bohun, 5:e earl av Hereford, född 23 november 1306, död  1335).
5. Humphrey de Bohun, 6:e earl av Hereford, född 6 december 1309, död 1361.
6. Margaret de Bohun, född 3 april 1311, död 1391, g.m Hugh Courtenay, 2:e earl av Devon
7. William de Bohun, 1;e earl av Northampton, född 1312, död 1360), tvilling med Edward.
8. Edward de Bohun, född 1312, död 1334), tvilling med William.
9. Eneas de Bohun, dog efter 1322, då han omnämns i faderns testamente.
10. Isabel de Bohun, född 5 maj 1316. Elizabeth dog i barnsäng, och barnet några dagar senare.

I Slaget vid Bannockburn angrep han ensam Robert the Bruce, men höggs ned och utbyttes som lösen mot Robert Bruces maka. I detta slag dödades hans brorson Henry de Bohun av Bruce. Humphrey dödades då han stred mot Andrew de Harclay vid Slaget vid Boroughbridge på ett ovanligt grymt sätt. Som det beskrivs iThe Greatest Traitor av Ian Mortimer, sida 124:
"[4:e earlen av] Hereford ledde striden på bron, men han och hans män fångades i pilregnet. Då körde en av de Harclays soldater som gömt sig under bron upp ett spjut upp genom broplankorna och spetsade earlen av Hereford genom anus, och vred spetsen på järnspjutet genom hans inälvor. Hans dödsskrik fick övertaget att vända till panik"